# 荷塘路站
荷塘路站位于中华人民共和国安徽省合肥市长丰县荷塘路与蒙城北路交叉口地下，是合肥轨道交通8号线的地铁车站。